# Eldorado Peak
Der Eldorado Peak ist ein 8.868 ft (2.703 m) hoher Berg, er ist der 25höchste in Washington. Der Berg liegt in den North Cascades des US-Bundesstaates Washington, etwa 27 mi (43 km) östlich von Concrete. Er liegt im North Cascades National Park im Quellgebiet des Marble Creek und genau westlich des Inspiration Glacier. Weitere Gletscher in der unmittelbaren Umgebung sind der Eldorado Glacier und der McAllister Glacier; dadurch ist der Eldorado vom größten nicht-vulkanischen Eisschild in den Continental United States umgeben.

## Orographie
Der Eldorado erscheint völlig verschieden, je nachdem, von welcher Seite er betrachtet wird. An der Westseite hat der Berg eine steile Wand, die aus senkrechten Schollen und kleinen Rinnen besteht. Von der Ostseite her wirkt der Berg wie eine kleine felsige Erhebung, umgeben von Eis. Die Südseite ist eine dreieckige Wand, die von langen Graten umrahmt wird. Die beliebteste und einfachste Route zum Aufstieg führt von Süden und Osten über den Inspiration Glacier und einen mäßig steilen Schnee-Grat. Der Eldorado ist ein beliebtes Ziel für Kletterer, weil er leicht zu erreichen ist und aufgrund seiner Zugehörigkeit zu den 100 höchsten Gipfeln in Washington eine grandiose Aussicht bietet. Die meisten Bergsteiger verwenden zwei Tage zum Aufstieg, auch wenn ein langer Tag genügen würde.

### Routen
- West Arete Rock Route – über die West-Wand – Schwierigkeitsstufe 5,8 Grad IV (YDS)
- East Ridge Glacier – Aufstieg über steile Schneewand – Schwierigkeitsstufe 2 (YDS)
- Northeast Ridge – Aufstieg über Eis und Schnee – Schwierigkeitsstufe AI2
- Northwest Ice Corridor – Aufstieg über Eis und Fels – Schwierigkeitsstufe M3 bis M4

### Geologie
Verglichen mit anderen Bergen in den Kaskaden ist der Eldorado ziemlich einfach aufgebaut, da er nur aus einem Gesteinstyp besteht, kreidezeitlichem Orthogneis, genauer gesagt biotitischem Granodiorit. Nur die untersten Bereiche bestehen aus anderem Material, meist handelt es sich um metamorphes Gestein. Es gibt nur zwei normale Verwerfungen: jeweils eine an der Ost- bzw. Westflanke.